# Bay City Rollers
Bay City Rollers – szkocka grupa popowa, popularna zwłaszcza w latach 70.
Zespół założyli bracia Alan i Derek Longmuir, oraz ich przyjaciel Gordon "Nobby" Clark w Edynburgu w 1967, początkowo pod nazwą "The Saxons". Wkrótce jednak zmienili nazwę na "Bay City Rollers", którą wybrali rzucając lotkami w mapę Stanów Zjednoczonych i trafiając w miasto Bay City w stanie Michigan. 
Sukces odnieśli w 1973 r., przebojem Saturday Night. Potem przyszły następne hity: Remember, Shang-a-Lang, Summerlove Sensation, All of Me Loves All of You (1974), Bye, Bye, Baby (Baby, Goodbye), Give a Little Love (1975). Lata 1974-75 to wybuch wielkiej popularności grupy, określanej przez prasę mianem "Rollermanii", przyrównywanej nawet do "Beatlemanii" sprzed dekady, wszystkie utwory okupowały najwyższe miejsca list przebojów, a płyty rozchodziły się w ogromnych nakładach. Popularność nie trwała jednak zbyt długo, zespół ostatecznie rozpadł się w 1981 r.
Obecnie działają dwie grupy, dyskontujące dawną popularność, prowadzone przez byłych członków Rollersów: "Les McKeown's Legendary Bay City Rollers" oraz "Ian Mitchell's Bay City Rollers".

## Najbardziej znany skład
- Alan Longmuir - gitara basowa
- Derek Longmuir - perkusja
- Les McKeown - wokalista
- Eric Faulkner - gitara
- Stuart Wood - gitara

## Dyskografia
- 1974 Rollin'
- 1975 Once Upon a Star
- 1975 Wouldn't You Like It?
- 1976 Dedication
- 1977 It's a Game
- 1978 Strangers in the Wind
- 1979 Elevator
- 1981 Ricochet